# Jane Child
Jane Child (* 15. Februar 1967 in Toronto, Ontario) ist eine kanadische Sängerin, Musikproduzentin und Multiinstrumentalistin.

## Karriere
1990 hatte Child mit dem Titel Don’t Wanna Fall in Love einen größeren Erfolg, als sie bis auf Platz 2 in den US-amerikanischen Billboard Charts vorstoßen konnte. Auch die Nachfolgesingle Welcome To The Real World war ein beachtlicher Erfolg und konnte Platz 49 erreichen. Gleichsam konnte ihr erstes Album sich in den US-Charts platzieren. 1991 steuerte sie den Titel Mona Lisa Smiles zum Soundtrack des Filmes Freejack bei. 
Danach wurde es einige Jahre ruhig um Child. Sie arbeitete an verschiedenen Projekten, unter anderem auch mit japanischer Musik. Erst 1993 erschien ein weiteres Album von ihr, 2001 dann das Dritte. Das letzte Update ihrer offiziellen Website stammt aus dem Jahr 2007. Der letzte Eintrag kündigt ein weiteres Album an.

## Diskografie

### Studioalben
| Jahr | Titel      | Höchstplatzierung, Gesamtwochen, AuszeichnungChartplatzierungen (Jahr, Titel, Platzierungen, Wochen, Auszeichnungen, Anmerkungen) | Höchstplatzierung, Gesamtwochen, AuszeichnungChartplatzierungen (Jahr, Titel, Platzierungen, Wochen, Auszeichnungen, Anmerkungen) | Anmerkungen                              |
| Jahr | Titel      | UK | US | Anmerkungen                              |
| ---- | ---------- | --- | --- | ---------------------------------------- |
| 1989 | Jane Child | — | US49 (22 Wo.)US | Erstveröffentlichung: 12. September 1989 |

weitere Veröffentlichungen
- 1993: Here Not There
- 2001: Surge

### Singles
| Jahr | Titel Album                          | Höchstplatzierung, Gesamtwochen, AuszeichnungChartplatzierungen (Jahr, Titel, Album, Platzierungen, Wochen, Auszeichnungen, Anmerkungen) | Höchstplatzierung, Gesamtwochen, AuszeichnungChartplatzierungen (Jahr, Titel, Album, Platzierungen, Wochen, Auszeichnungen, Anmerkungen) | Anmerkungen                        |
| Jahr | Titel Album                          | UK | US | Anmerkungen                        |
| ---- | ------------------------------------ | --- | --- | ---------------------------------- |
| 1990 | Don’t Wanna Fall in Love Jane Child  | UK22 (8 Wo.)UK | US2 Gold · (21 Wo.)US | Erstveröffentlichung: Februar 1990 |
| 1990 | Welcome to the Real World Jane Child | — | US49 (9 Wo.)US | Erstveröffentlichung: Mai 1990     |